# Ндам
Ндам (фр. Ndam) — небольшой город и супрефектура в Чаде, расположенный на территории региона Танджиле. Входит в состав департамента Восточное Танджиле.

## География
Город находится в юго-западной части Чада, к востоку от реки Паджуок (бассейн реки Шари), на расстоянии приблизительно 340 километров к юго-востоку от столицы страны Нджамены. Абсолютная высота — 357 метров над уровнем моря.

## Население
По данным официальной переписи 2009 года численность населения Ндам составляла 10 637 человек (5123 мужчины и 5514 женщин). Население супрефектуры по возрастному диапазону распределилось следующим образом: 54 % — жители младше 15 лет, 42,8 % — между 15 и 59 годами и 3,2 % — в возрасте 60 лет и старше.

## Транспорт
Ближайший аэропорт расположен в городе Тари.